# 雷德克里夫 (肯塔基州)
雷德克里夫（英語：Radcliff），是美国肯塔基州的一座城市。建立于1919年，面积约为32.1平方公里（12.4平方英里）。根据2010年美国人口普查，该市的人口为21,688人。